# Secrets on Parade
Secrets on Parade is het eerste soloalbum van de Deense singer-songwriter Tim Christensen uit 2000.

## Nummers
| 1.                 | Secrets on Parade            | 4:40 |
| 2.                 | Get the Fuck out of My Mind  | 4:24 |
| 3.                 | Time is the Space Between Us | 4:41 |
| 4.                 | Love is a Matter of...       | 2:55 |
| 5.                 | Watery Eyes                  | 3:08 |
| 6.                 | Falling to Pieces            | 4:55 |
| 7.                 | Let's Face It                | 3:18 |
| 8.                 | Prime Time                   | 4:20 |
| 9.                 | Stranger                     | 4:31 |
| 10.                | 21st Century High            | 5:21 |
| 11.                | Caterpillar                  | 8:17 |
| 12.                | King's Garden                | 4:00 |
| Totale duur: 54:24 |                              |      |